# خلية مخروطية
الخلايا المخروطية (بالإنجليزية: Cone cell) أو المخاريط (بالإنجليزية: Cones) هي خلايا مستقبلة للضوء في شبكية العين تعمل على وجه أفضل في الضوء الساطع نسبيا. إن توزع المخاريط يقل كلما اتجهنا نحو محيط الشبكية.
يبلغ عدد المخاريط حوالي 4,5 ملايين وعدد الخلايا العصوية 91 مليون في العين البشرية. الخلايا المخروطية في الواقع أقل حساسية للضوء من الخلايا العصوية (التي تعمل على وجه أفضل في ظروف الإضاءة المنخفضة)، ولكن الخلايا المخروطية تساهم في الإدراك اللوني. كما تدرك أيضا التفاصيل الأدق والتغيرات السريعة في الصور، بسبب أن زمن استجابتها للتحفيز أسرع منها في العصويات.
هناك عادة ثلاثة أنواع من المخاريط، ذات بروتينات فوتوبسين مختلفة، وهي ذات منحنيات استجابة مختلفة، ولذلك تستجيب لتغيرات اللون بطرق مختلفة، ولهذا يتمتع الإنسان عادة برؤية ثلاثية اللون. يعاني بعض البشر من عدم وجود مخاريط في شبكية العين وتسمى هذه الحالة بعمى الألوان. ويتمتع قلة من الناس بوجود أربع أنواع أو أكثر من المخاريط مما يعطيهم رؤية رباعية للون.

## اقرأ أيضا
| - خلية عصوية - خلية رؤية - دالة لمعان - دالة اللمعان (فلك) - مستقبل ضوء (بيولوجيا) - ريتينال - شبكية العين - التفاعلات الكيميائية في عملية النظر - انشقاق الشبكية - التهاب القزحية | - تطور العين - فحص العين - عصبون الشبكية - بقعة الشبكية - نقرة مركزية - خلية أماكرين - خلية عصبية ثنائية القطب - قيم الحفز الثلاثي - عين مركبة - تكرار (وراثة) |  |

## روابط خارجية
- Cell Centered Database – Cone cell
- Webvision's Photoreceptors
- NIF Search – Cone Cell نسخة محفوظة 16 ديسمبر 2014 على موقع واي باك مشين. via the Neuroscience Information Framework
- Model and image of cone cell